# 13-та бригада територіальної оборони (Польща)
13-та Сілезька бригада територіальної оборони (') — військове з'єднання військ територіальної оборони Війська Польського. Бригада дислокується у м.Катовиці Сілезького воєводства.

## Структура
Станом на 2018:
- штаб бригади, Катовиці
- 131 батальйон легкої піхоти, Гливиці
- батальйон легкої піхоти, Кузня-Рациборська
- батальйон легкої піхоти, Цешин
- батальйон легкої піхоти, околиці Ченстохова
- рота управління й логістики, Битом

## Командування
- полковник Томаш Біялас[2]